# Tasseomanzia

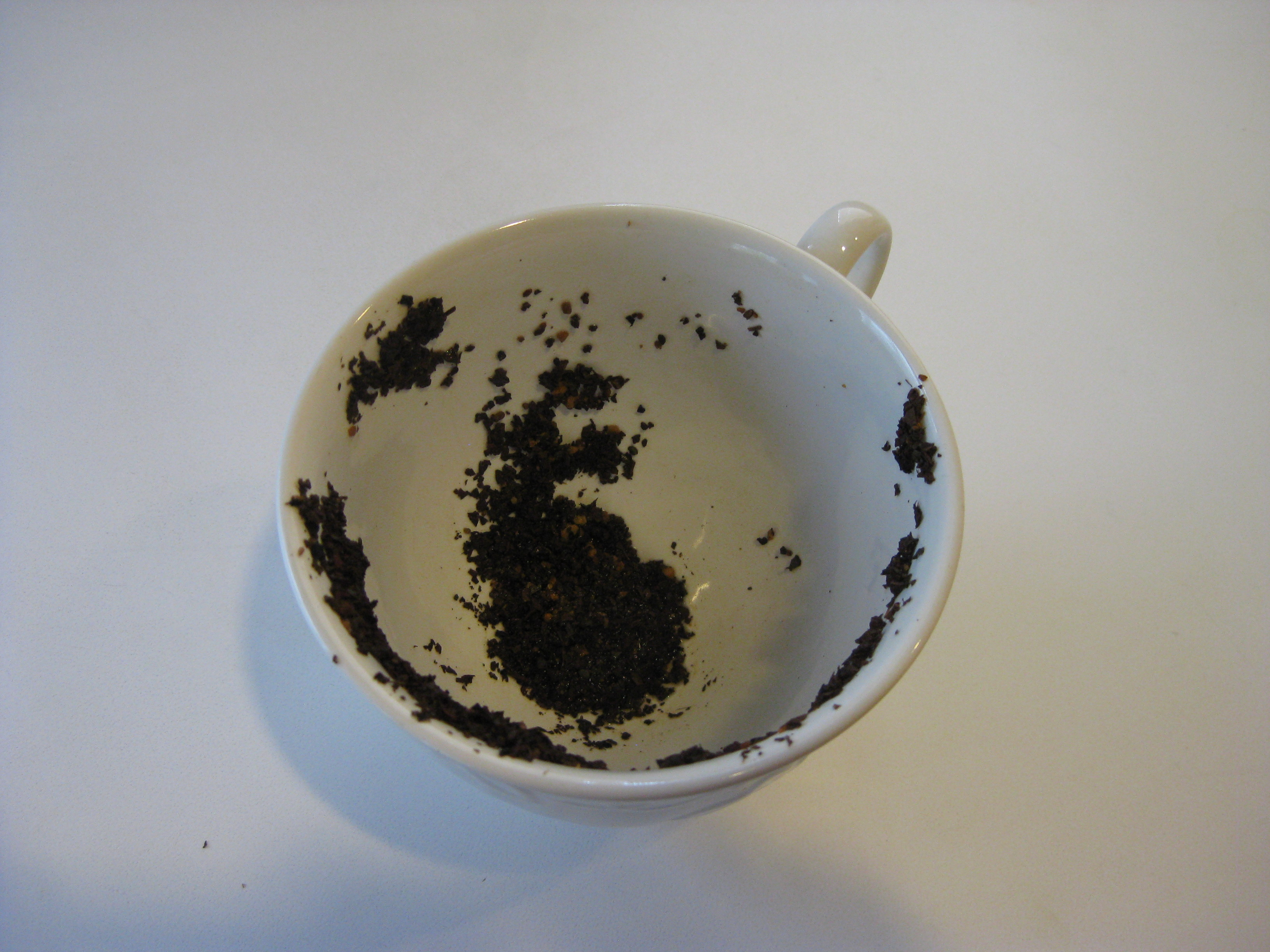
Fondi di tè.

La tasseomanzia è una pratica divinatoria. In origine il termine indicava l'interpretazione dei fondi di tè, derivando dal francese tasse (coppa, tazza), a sua volta dall'arabo tassa. Si diffuse in Europa nella metà del XVII secolo, a seguito dell'introduzione della bevanda dalla Cina. In senso più generale indica la divinazione basata sui fondi lasciati da bevande quale tè, caffè ed anche vino rosso. 
Il concetto alla base di questo sistema di divinazione era già presente in Europa, giacché già dagli antichi Romani si praticava l'oinomanzia, cioè la lettura dei fondi lasciati dal vino in una coppa, e gli indovini medievali ricorrevano spesso alla ceromanzia, vale a dire lo studio e l'interpretazione delle forme generate dalla cera calda versata in una coppa di acqua fredda. La nuova pratica richiedeva però, a dispetto delle altre due, che si sapesse preparare il tè per la lettura e che si avesse la padronanza assoluta delle svariate forme che le foglie potevano lasciare. Il risultato fu che questo sistema divinatorio si diffuse prima nei salotti bene, e poi in mezzo al popolo.

## Procedura
I metodi per leggere le foglie di tè variano di poco nei dettagli, ma la procedura di base è comune a tutte.
Il tè, la cui varietà ideale sarebbe quella scura, cinese o indiana, viene preparato usando le foglie sciolte e versato in una tazza chiara, senza usare il colino.
La persona che vuole conoscere l'avvenire tramite questa forma divinatoria deve bere il tè, lasciando in fondo un po' di liquido e tutte le foglie. Dopo aver girato per tre volte la tazza in senso orario, la si capovolge su un piattino, dandole tre leggeri colpetti in modo che ne cadano il più possibile. Quindi l'indovino solleva la tazza, esaminando la forma tracciata dalle foglie sul fondo e sulle pareti.
Più la forma è vicina al bordo della tazza, prima si avvererà; se la figura è sul fondo, si avvererà in un futuro abbastanza lontano.

## Significato delle forme
Ecco un elenco di significati che possono assumere le foglie nelle loro forme.
| Forma                | Significato                         |
| -------------------- | ----------------------------------- |
| Ago                  | Rispetto                            |
| Albero               | Successo                            |
| Ali                  | Novità                              |
| Ancora               | Viaggio                             |
| Anello               | Matrimonio                          |
| Ape                  | Incontro con amici                  |
| Arcobaleno           | Buona fortuna                       |
| Asino                | Occorre pazienza                    |
| Banana               | Viaggio d'affari                    |
| Bandiera             | Pericolo                            |
| Barca                | Visita di un amico                  |
| Bicchiere            | Nuove conoscenze                    |
| Bilancia             | Giustizia, legge favorevole         |
| Buco della serratura | Notizie indesiderate                |
| Bue                  | Discussione con soci                |
| Campane              | Buone notizie                       |
| Cane                 | Amici fedeli                        |
| Cappello             | Nuovo lavoro                        |
| Cappio               | Pericolo in vista                   |
| Capra                | Sfortuna                            |
| Cardo                | Ambizioni elevate                   |
| Casa                 | Stabilità                           |
| Cascata              | Abbondanza                          |
| Cerchio              | Amore                               |
| Chiave               | Mistero svelato                     |
| Chicchi d'uva        | Periodo lieto con gli amici         |
| Chitarra             | Storia d'amore in vista             |
| Colomba              | Buona fortuna                       |
| Coniglio             | Successo                            |
| Corno                | Abbondanza                          |
| Croce                | Guai in vista                       |
| Diamante             | Dono costoso                        |
| Drago                | Cambiamenti                         |
| Faccia               | Nuovi amici                         |
| Falce                | Buon raccolto, o pericolo di morte  |
| Farfalla             | Felicità                            |
| Ferro di cavallo     | Fortuna                             |
| Finestra             | Aiuto da parte di un amico          |
| Fiore                | Amore, stima                        |
| Foglia               | Buona sorte                         |
| Forbici              | Discussioni, incomprensioni         |
| Freccia              | Cattive notizie in una lettera      |
| Fungo                | Possibili ritardi                   |
| Gatto                | Tradimento                          |
| Ghianda              | Buona salute                        |
| Giraffa              | Equivoco                            |
| Granchio             | Vicinanza di un nemico              |
| Gufo                 | Scandalo, cattiva salute            |
| Lampada              | Guadagno economico                  |
| Leone                | Amici utili                         |
| Libro                | Consapevolezza, apprendimento       |
| Lucertola            | Nemici nascosti                     |
| Luna                 | Amore                               |
| Maiale               | Difficoltà in una relazione         |
| Mano                 | Amicizia                            |
| Martello             | Tronfo sulle avversità, lavoro duro |
| Moneta               | Pagamento di debiti                 |
| Montagna             | Viaggio od ostacolo                 |
| Nido                 | Protezione                          |
| Nuvole               | Dubbi                               |
| Oca                  | Un invito                           |
| Occhio               | Fare attenzione                     |
| Ombrello             | Fastidi                             |
| Orologio             | Guarigione                          |
| Pallone              | Guai in vista                       |
| Pappagallo           | Un disturbo                         |
| Pecora               | Fortuna                             |
| Pendolo              | Volubilità                          |
| Pentola              | Casa di amici                       |
| Pesce                | Novità dall'estero                  |
| Pipa                 | Nuove idee                          |
| Pipistrello          | Disappunto                          |
| Piuma                | Bisogna sforzarsi di più            |
| Pugnale              | Pericolo da parte dei nemici        |
| Punto interrogativo  | Incertezza, cambiamento             |
| Ragno                | Fortuna, soldi                      |
| Ramo                 | Nuova amicizia                      |
| Rana                 | Successo negli affari               |
| Ratto                | Pericolo, perdita                   |
| Remo                 | Nuova amicizia                      |
| Scala a pioli        | Promozione, successo                |
| Scale                | Miglioramento in vista              |
| Scarpa               | Cambiamenti nella carriera          |
| Scoiattolo           | Ricchezza futura                    |
| Scorpione            | Insidia nemica                      |
| Sedia                | Ospite inatteso                     |
| Sega                 | Guai con un estraneo                |
| Serpente             | Falsità, tentazione                 |
| Sirena               | Tentazione                          |
| Sole                 | Felicità duratura                   |
| Spada                | Discussione con amici intimi        |
| Stella               | Fortuna                             |
| Strumenti musicali   | Buona compagnia                     |
| Tamburo              | Pettegolezzi                        |
| Tartaruga            | Critiche                            |
| Tavola               | Un incontro piacevole               |
| Tazza                | Grande successo                     |
| Tela                 | Complicazioni, intrighi             |
| Topo                 | Insicurezza economica               |
| Triangolo            | Evento imprevisto                   |
| Uccello              | Buona sorte                         |
| Uomo                 | Visitatore inatteso                 |
| Uovo                 | Fertilità, crescita                 |
| Vaso                 | Un amico ha bisogno di aiuto        |
| Violino              | Solitudine                          |
| Zappa                | Prosperità grazie al lavoro         |
| Zucca                | Una calda amicizia                  |